# Planchón (Madre de Dios)
Planchón es una localidad peruana, capital de distrito de Las Piedras, provincia de Tambopata, al este del departamento de Madre de Dios.

## Descripción
Planchón es una localidad de descanso para los viajeros del sector tramo 3 de la Ruta interoceánica Brasil-Perú. Esta rodeada de cultivos de agricultura para venta y consumo, por lo que la quema agrícola en temporada seca suele ser un tema controversial.
Se encuentra a 40 kilómetros de la ciudad de Puerto Maldonado, y es uno de los principales abastecedores de alimento en la capital departamental.